# Sporfemkant
En sporfemkant er et sporforløb med form som et pentagram, der benyttes til at vende rullende materiel, især damplokomotiver med tender. Det blev især benyttet i Italien på steder, hvor vedligeholdelse af drejeskiver blev anset for problematisk.

## Opbygning
En sporfemkant består af fem sporskifter (heraf to til ind- og udkørsel), tre sporkryds og tre blindspor anlagt i stjerneform.
I forhold til en sportrekant, der især blev benyttet af amerikanske jernbaner, er en sporfemkant en betydeligt mere omfattende konstruktion med to ekstra sporskifter og tre sporkryds, men da kurverne til gengæld ikke behøver svinge så meget, er pladsforbruget markant mindre.
Lokomotiverne vendes ved at køre flere gange frem og tilbage, idet de først kører ind i det ene blindspor, så til det andet og til sidst til det tredje, før de forlader sporfemkanten til den anden side. Især for damplokomotiver kan denne proces godt være ret omstændelig, idet der skal skiftes retning fire gange undervejs, før man kan komme tilbage til udgangspunktet. Til gengæld behøver man ikke stille sporskifterne, idet de automatisk falder på plads.

## Brug
Sporfemkanter kendes fra Norditalien og Sardinien, fra Brenner, Mals og Innichen i Sydtyrol samt fra Predazzo og Verona Porta Nuova. Eksemplaret i Mals er stadig fuldstændig intakt og bruges siden Vinschgaubahns genåbning i 2005 til veterantog. Kollegaen i Innichen er derimod fjernet, men dens placering i landskabet kan stadig ses.
På Sardinien er to sporfemkanter bevaret i Carbonia og Oristano.

## Historie
Det komplicerede og kuriøst forekommende koncept med sporfemkanter har givet anledning til gentagne spekulationer i jernbanetidsskrifter.
En tese, der har været fremsat flere gange, men som har vist sig uholdbar, går på, at de skulle være beregnet til brug for jernbaneskyts fra første verdenskrig. Alle sporfemkanter hvis datering kendes er imidlertid anlagt i mellemkrigstiden, den i Mals for eksempel ved udvidelsen af stationen i 1930. Faktisk blev det først nødvendigt at vende lokomotiver med tender i Mals, Brenner og Innichen efter første verdenskrig. Før da var Brenner og Innichen relativt betydningsløse gennemkørselsstationer, der først efter Tyrols deling som følge af Saint-Germain-traktaten blev grænsestationer. Og i Mals betød den nye grænse, at den oprindeligt planlagte forlængelse af Vinschgaubahn over Reschenpass til Landeck åbenlyst ikke ville blive realiseret.
Byen Carbonia på Sardinien blev først grundlagt i 1937, og jernbanen blev først åbnet i 1956. Stationen i Oristano har eksisteret siden 1872, og den tilhørende bane, Ferrovia Cagliari-Golfo Aranci blev optaget af Ferrovie dello Stato Italiane i 1920. Det vides imidlertid ikke hvornår og hvorfor stationens sporfemkant blev bygget.
Der er dog ingen tvivl om, at det lavere pladsbehov i forhold til en sportrekant, for ikke at tale om en vendesløjfe, har været en speciel fordel i bjergområder. En almindelig drejeskive havde dog været mere pladsbesparende, men den ville næppe kunne drives sikkert i vintre med meget sne og is.

## Modeljernbaner
Sporfemkanter forekommer også på modeljernbaner men er trods deres fascinerende opbygning sjældne. Det skyldes dels, at der kun er få konkrete forbilleder, og dels at de professionelle fabrikanter ikke fremstiller de nødvendige krydsspor, der ligger i kurver. Ved kørsel med toskinnesystem forstærkes desuden de problemer, der i forvejen kendes fra vendesløjfer og sportrekanter, betydeligt med de tre krydsninger. Under vendingen må de to skinners elektriske polarisering således byttes et eller andet sted, uden at det medfører kortslutninger før eller efter. Til trods for det er det dog lykkedes at frembringe succesfulde og driftssikre sporfemkanter også i model.

## Weblinks
- Video kørsel gennem Sporfemkant i Carbonia